# Francolim-de-swainson
O francolim-de-swainson ou francolim-marrom (Pternistis swainsonii) é uma espécie de ave da família Phasianidae.
Pode ser encontrada nos seguintes países: Angola, Botswana, Lesoto, Malawi, Moçambique, Namíbia, África do Sul, Suazilândia, Zâmbia e Zimbabwe.